# Sông Tigrovaya
Tigrovaya (tiếng Nga: Тигровая, nghĩa là: sông của hổ) là một dòng sông ở phía nam của vùng Primorsky, Nga và là một chi lưu chính của sông Partizanskaya.
Sông có chiều dài 53 km, diện tích lưu vực là 698 km². Sông khởi nguồn từ dãy Livadiya (Nam Sihote-Alin) và chảy đến Partizanskaya.
Tên trước đây của sông là Xica (nghĩa là Sông phía tây" hay "Chi lưu), đến năm 1972 thì đổi tên.